# Distrikt San Benito
Der Distrikt San Benito liegt in der Provinz Contumazá in der Region Cajamarca in Nordwest-Peru. Der Distrikt wurde am 19. November 1888 gegründet. Er besitzt eine Fläche von 486 km². Beim Zensus 2017 wurden 3569 Einwohner gezählt. Im Jahr 1993 lag die Einwohnerzahl bei 3295, im Jahr 2007 bei 3558. Sitz der Distriktverwaltung ist die etwa 1360 m hoch gelegene Ortschaft San Benito mit 537 Einwohnern (Stand 2017). San Benito befindet sich 15 km westsüdwestlich der Provinzhauptstadt Contumazá.

## Geographische Lage
Der Distrikt San Benito liegt im Westen der peruanischen Westkordillere im Süden der Provinz Contumazá. Das Areal wird nach Süden zum Río Chicama entwässert.
Der Distrikt San Benito grenzt im Südwesten und im Westen an die Distrikte Ascope und Casa Grande (beide in der Provinz Ascope), im Nordwesten an den Distrikt Cupisnique, im Norden an den Distrikt Guzmango, im Nordosten an den Distrikt Contumazá sowie im Südosten an den Distrikt Cascas (Provinz Gran Chimú).

## Ortschaften
Im Distrikt gibt es neben dem Hauptort folgende größere Ortschaften:
- La Huaca
- La Portada
- Santa Ana
- Yeton